# Pengudang
Pengudang is een bestuurslaag in het regentschap Bintan van de provincie Riau-archipel, Indonesië. Pengudang telt 773 inwoners (volkstelling 2010).